# Korora
Korora (anciennement Kororaa) est une distribution GNU/Linux. Dans un premier temps, elle était basée sur Gentoo et son but était de pouvoir installer facilement un système Gentoo en utilisant des scripts d'installation au lieu du manuel de configuration. Le développement de cette distribution s'est officiellement arrêté le 7 novembre 2007.
Korora a suscité l'attention début mars 2006, lorsqu'il est devenu disponible pour la première fois en Live CD avec les fonctionnalités de Xgl. Les pilotes pour les cartes graphiques ATI (fglrx), NVidia et Intel DRI sont inclus. Attention, depuis AIGLXgl Live CD 0.3, seuls les pilotes GPL sont fournis pour ATI et Nvidia. Les dernières cartes graphiques ne sont pas supportées.
Korora était distribué sous forme de LiveCD installable.
Le nom vient du māori et désigne un Manchot pygmée.
À partir de 2010, Korora fut basée sur Fedora. Le but de la distribution est de fournir un système utilisable par tous, friendly-user : les dépôts "Adobe Flash", "Google Chrome and Talk plugin", "RPM Fusion (en)" et "VirtualBox" de Fedora sont installés d'origine. Cette distribution inclut le logiciel utilitaire Jockey, lequel permet de reconnaître et d'installer facilement les pilotes propriétaires manquants.
En février 2018, l'équipe de développement annonce un changement dans le cycle des versions : Korora sortira tous les ans sautant une version de Fedora sur deux. Ce choix est justifié par la petite taille de l'équipe développement de la distribution.
En mai 2018, l'équipe de développement annonce l'arrêt des mises à jour de la distribution.

## Buts
- Avoir la plus grande compatibilité matérielle possible ;
- Inclure les applications favorites des utilisateurs (par exemple, remplacement de Konqueror par Firefox) ;
- La possibilité de lire tous médias (vidéos, photos, musiques) grâce à des logiciels libres (à l'exception de Flash) ;
- La possibilité d'installer Adobe Flash Player pour pouvoir l'utiliser sur internet, afin de pouvoir lire des vidéos ;
- Proposer des moyens simples d'assistance ;
- Proposer un tutoriel pour expliquer comment utiliser la distribution ;
- Construire une communauté d'utilisateurs.